# Arbeitsgemeinschaft der Informationsbeauftragten in Deutschland

Letzte Zusammensetzung der AGID (ohne BfDI)

Die Arbeitsgemeinschaft der Informationsbeauftragten in Deutschland (AGID) war bis zum 12. Dezember 2006 ein Zusammenschluss der Informationsbeauftragten des Bundes und der Länder, in denen bis dato bereits Informationsfreiheitsgesetze in Kraft traten. Dies waren:
- der Bundesbeauftragte für den Datenschutz und die Informationsfreiheit (derzeit Peter Schaar),
- der Berliner Beauftragte für Datenschutz und Informationsfreiheit (derzeit Alexander Dix),
- der Landesbeauftragte für den Datenschutz und für das Recht auf Akteneinsicht Brandenburg (Dagmar Hartge),
- die Landesbeauftragte für Datenschutz und Informationsfreiheit Nordrhein-Westfalen (Bettina Sokol)
- das Unabhängige Landeszentrum für Datenschutz Schleswig-Holstein (Thilo Weichert)
- der Landesbeauftragte für den Datenschutz und für die Informationsfreiheit der Freien Hansestadt Bremen (Sven Holst) sowie
- der Landesbeauftragte für den Datenschutz und Informationsfreiheit Mecklenburg-Vorpommern (Karsten Neumann).

Die AGID wurde Ende August 2000 in Kiel gegründet und diente dem Erfahrungsaustausch über die Gesetzespraxis der beteiligten Bundesländer sowie der Befassung mit informationsfreiheitsrechtlichen Fragen auf Bundes- wie auch auf europäischer Ebene. Die AGID konnte als Informationsfreiheitsäquivalent zu den Arbeitskreisen der Konferenz der Datenschutzbeauftragten des Bundes und der Länder gesehen werden. Sie tagte in der Regel zweimal jährlich; der Vorsitz wechselte halbjährlich.
Die Arbeitsgruppe warnte etwa vor der Umgehung der Informationsfreiheitsgesetze durch Privatisierung öffentlicher Aufgaben, mahnte die Anpassung von Informationsfreiheits- und Archivgesetzen an (siehe etwa § 10 Abs. 1 BArchG) und schlug vor, auch Verwaltungsvorschriften grundsätzlich zu veröffentlichen.
Am 12. Dezember 2006 hat sich die AGID in Konferenz der Informationsfreiheitsbeauftragten in Deutschland umbenannt.